# Attentat du 29 septembre 2023 à Mastung
L'attentat du 29 septembre 2023 à Mastung est survenu lorsqu'une explosion s'est produite lors d'une procession religieuse célébrant le Mawlid dans le district de Mastung au Baloutchistan, au Pakistan. L'explosion a fait 60 morts et plus de 50 blessés.

## Attentat
L'explosion s'est produite à proximité immédiate de la mosquée Madina, où des individus se rassemblaient pour la procession religieuse,. Les autorités soupçonnent qu'il s'agisse d'un attentat-suicide délibéré visant le rassemblement religieux. En réponse, la zone a été rapidement bouclée par les forces de l'ordre et les victimes ont été rapidement transportées vers les installations médicales voisines. Compte tenu de la gravité de la situation, l'état d'urgence a été déclaré dans les hôpitaux pour assurer une assistance médicale efficace et immédiate aux blessés.

## Victimes
« Le bilan s'élève à 60 morts et plus de 50 blessés » selon les déclarations du chef de la police du district de Mastung, Mohammad Javed Lehri, au 1er octobre 2023. 
Parmi les victimes de l'explosion se trouvait le surintendant adjoint de la police (DSP) Nawaz Gashkori de Mastung. En outre, un nombre considérable de blessés étaient dans un état critique, ce qui souligne la gravité de l'incident et le besoin urgent de soins et de soutien médicaux.

## Enquête
Les autorités enquêtent sur ce qui s'est passé. Pour le moment, l'attaque n'est revendiquée par aucun groupe. Amir Rana (en), directeur de l'Institut pakistanais d’études sur la paix (en), déclare que les attentats à la bombe contre les mosquées de Mastung et de Hangu semblent être l'œuvre de la province khorassanienne de Daech. 

## Réactions
Après l'explosion, des équipes de secours ont été rapidement dépêchées à Mastung et les personnes gravement blessées ont été transportées à Quetta pour des soins médicaux immédiats. Des vidéos circulant sur les réseaux sociaux montraient les blessés secourus et aidés à la fois par les secouristes et par des individus locaux[réf. nécessaire].